# Sepia orbignyana
El choquito picudo, chopito o chocito (Sepia orbignyana) es una especie de molusco cefalópodo de la familia Sepiidae, nativa del sudeste del océano Índico. Se halla en el mar Mediterráneo y el mar Rojo, principalmente sobre fondos fangosos a 50 m.
S. orbignyana alcanza una longitud de manto de 12 cm. Presenta 4 hileras de ventosas en los tentáculos, aunque hacia la base muestra dos hileras en forma de zig-zag.
El espécimen tipo fue obtenido en el golfo de Vizcaya, Francia. Está depositado en el Museo Nacional de Historia Natural de Francia en París.